# John McMurry Hill
John McMurry Hill  (* 3. September 1887 in Dresden (Tennessee); † 6. November 1966 in Bloomington (Indiana)) war ein US-amerikanischer Romanist und Hispanist.

## Leben und Werk
Hill studierte an der Vanderbilt University in Nashville und schloss 1910 ab. 1912 promovierte er an der University of Wisconsin–Madison mit der Arbeit A contribution to old Spanish lexicography. Die Jahre 1914 bis 1916 verbrachte er in Madrid und Paris. Er wurde Professor für Spanisch an der Indiana University Bloomington.

## Weitere Werke
- Index verborum de Covarruvias Orozco, Bloomington 1921
- Poesias barias y recreación de buenos ingenios. A description of ms. 17556 of the Biblioteca nacional matritense, with some unpublished portions thereof, Bloomington 1923
- (Hrsg. mit Erasmo Buceta) Antologiá de cuentos espanõles, Boston/New York 1923
- (Hrsg. mit John Driscoll Fitzgerald) Manuel Tamayo y Baus, Un drama nuevo. Drama en tres actos, Chicago/New York 1924
- (Hrsg.) Armando Palacio Valdés, La hermana San Sulpicio, Boston/New York 1925
- (Hrsg. mit Frank Otis Reed) Luis Vélez de Guevara, Los novios de Hornachuelos, New York/London 1929
- (Hrsg. mit Mabel Margaret Harlan) Cuatro comedias, New York 1941
- (Hrsg.) Poesías germanescas, Bloomington 1945
- Voces germanescas, recogidas y ordenadas, Bloomington 1949
- "Universal vocabulario" de Alfonso de Palencia. Registro de voces españoles internas, Madrid 1957